# Buddenhagen (Wolgast)
Buddenhagen – dzielnica miasta Wolgast w Niemczech, w kraju związkowym Meklemburgia-Pomorze Przednie, w powiecie Vorpommern-Greifswald, w Związku Gmin Am Peenestrom. Dp 31 grudnia 2011 Buddenhagen był samodzielną gminą.

## Transport
Znajduje się tutaj stacja kolejowa Buddenhagen.